# (16355) Buber
(16355) Buber – planetoida z grupy pasa głównego asteroid okrążająca Słońce w ciągu 4 lat i 65 dni w średniej odległości 2,59 j.a. Została odkryta 29 października 1975 roku przez Freimuta Börngena. Przed nadaniem nazwy planetoida nosiła oznaczenie tymczasowe (16355) 1975 UA1.